# Tetramorium pulcherrimum
Tetramorium pulcherrimum är en myrart som först beskrevs av Horace Donisthorpe 1945.  Tetramorium pulcherrimum ingår i släktet Tetramorium och familjen myror. Inga underarter finns listade i Catalogue of Life.